# الدوري الأوروبي لكرة القدم الأمريكية
الدوري الأوروبي لكرة القدم الأمريكية هو دوري لكرة القدم الأمريكية في أوروبا.يتكون الدوري من 8 فرق (6 من ألمانيا،1 إسبانيا،1 بولندا) ومن المخطط أن يتوسع الدوري إلى 20 فريق في المستقبل. تم إنشاء الدوري في نوفمبر 2020 وأنطلق أول موسم في 19 يونيو 2021.